# كريستيان ويلهلم بيرغر
كريستيان ويلهلم بيرغر (بالرومانية: Christian Wilhelm Berger)‏ هو عالم موسيقى وملحن روماني، ولد في 13 يونيو 1964.